# William Tindale (Film)
William Tindale ist ein englischer Kurzfilm, der im Jahr 1937 unter der Regie von S. W. Edwards entstand. Der Film behandelt dokumentarisch in Verbindung mit Spielszenen das Leben des Theologens und Übersetzers der englischen Bibel William Tyndale.

## Handlung
Der Film schildert chronologisch Tyndales Leben. Geboren im Gloucestershire am Rande von Wales, absolvierte er ein Theologiestudium in Oxford. Im Anschluss wohnte er bei der Familie von Sir John Walsh, in Little Sodbury im Gloucestershire. Tyndale bekannte sich zu den Gedanken der Reformation und ging Mitte des Jahres 1523 nach London. Tyndale kam zu dem Schluss, dass es nicht möglich sei, in England die Bibel zu übersetzen. Im Mai 1524 reiste er daher nach Hamburg, um von dort weiter nach Wittenberg zu reisen.
Tyndale begann damit, die Bibel zu übersetzen. Als er seine Arbeit am Neuen Testament fast vollendet hatte, reiste er wieder zurück nach Hamburg. Tyndales Freund Monmouth schickte ihm sodann aus England das nötige Geld zum Druck der Bibel. Tyndale reiste bald darauf heimlich nach Köln, um dort die Bibel drucken zu lassen. Doch bevor der Druck vollendet werden konnte, erfuhren höhere Persönlichkeiten der Stadt von der Arbeit. Tyndale flüchtete daraufhin mit seinen Unterlagen und den unvollständig gedruckten Bibeln nach Worms. Dort ließ er ungefähr 6.000 Exemplare seiner Bibel drucken, die er nach England schickte. Tyndale zog weiter nach Marburg, einer Universitätsstadt, an der auch Engländer studierten. In Marburg beschäftigte er sich mit der Übersetzung des Pentateuchs. Um 1532 ließ sich Tyndale in Antwerpen nieder. Am 23. Mai 1535 wurde er dort verhaftet und der Ketzerei angeklagt. Am 6. Oktober 1536 wurde er in Vilvoorde hingerichtet. Tyndales letzte Worte waren: „Herr! Öffne dem König von England die Augen!“. Im darauffolgenden Jahr wurde auf Anweisung des Königs in jeder Pfarrkirche Englands eine englische Bibel ausgelegt.

## Produktionshintergrund
Der in schwarz-weiß gedrehte Film wurde von der Religious Film Society of England hergestellt. Gedreht wurde der Film in den NorthwoodStudios im Londoner Stadtteil Deptford. Die Rolle des William Tyndale wurde vom, mit 30 Jahren, noch recht jungen Schauspieler Alan Wheatley gespielt, der hier zum ersten Mal in seiner Filmkarriere eine Hauptrolle spielte. Seine Premiere hatte der Film 1937 im Vereinigten Königreich.
Der Historienfilm von 1937, der kurz vor dem Ausbruch des Zweiten Weltkrieges entstand, stellt die älteste Verfilmung des Lebens William Tyndales dar. Erst 1986 wurde dessen Leben erneut verfilmt, unter dem Titel William Tyndale – Geächtet im Namen Gottes.